# Street Woman Fighter
Street Woman Fighter (en hangul, 스트릿 우먼 파이터), abreviado como SWF, es un programa surcoreano de supervivencia de telerrealidad emitido por la cadena televisiva Mnet. Fue estrenado el 24 de agosto de 2021 y se transmitió todos los martes a las 22:20 hrs. (KST). En el programa, ocho equipos de baile femenino luchan por el puesto de mejor equipo de baile femenino de Corea para representar a K-Dance. El equipo ganador fue HolyBang, quien recibió 50 millones de wones, un acuerdo de patrocinio con la marca Budweiser y el Street Woman Fighter Trophy. 
Una segunda temporada con participantes masculinos fue confirmada, que lleva por nombre Street Man Fighter.

## Elenco

### Presentador
- Kang Daniel[1]

### Jurado
- BoA[3]
- Taeyong[4]
- Hwang Sang-hoon

### Jurados invitados
| Episodio | Misión                              | Invitado(a)                        |
| -------- | ----------------------------------- | ---------------------------------- |
| 4        | 4 Queens of K-pop                   | Hyuna                              |
| 4        | 4 Queens of K-pop                   | CL                                 |
| 4        | 4 Queens of K-pop                   | Jessi                              |
| 4        | 4 Queens of K-pop                   | PSY                                |
| 5-6      | Mega Crew                           | Choi Soo-young (Girls' Generation) |
| 5-6      | Mega Crew                           | Yoojung (Weki Meki)                |
| 5-6      | Mega Crew                           | Yves (Loona)                       |
| 5-6      | Mega Crew                           | Lee Young-ji                       |
| 5-6      | Mega Crew                           | Byun Yo-han                        |
| 7        | P Nation Choreography               | Jessi                              |
| 7        | P Nation Choreography               | PSY                                |
| 7-8      | Men of Women                        | Jay Park                           |
| 7-8      | Men of Women                        | Jo Kwon (2AM)                      |
| 9        | Performance Song                    | CL                                 |
| 9        | Performance Song                    | Sunmi                              |
| 9        | Performance Song                    | Simon Dominic                      |
| 9        | Performance Song                    | Loco                               |
| 9        | Performance Song                    | Chungha                            |
| Especial | Street Woman Fighter Gala Talk Show | Ha-ha                              |
| Especial | Street Woman Fighter Gala Talk Show | Jang Do-yeon                       |

## Participantes
Líder del equipo. 
| Equipo      | Nombre                  | Fecha de nacimiento      | Notas |
| ----------- | ----------------------- | ------------------------ | --- |
| YGX         | Leejung Lee (리정)      | 9 de agosto de 1998      | Coreógrafa para Twice, Itzy, Sunmi, Somi, Blackpink, iKon |
| YGX         | Yeojin (여진)           | 9 de octubre de 1994     | |
| YGX         | Yell (예리)             | 24 de marzo de 2000      | Medallista de Bronce 1v1 B-Girl en Baile deportivo en los Juegos Olímpicos de la Juventud 2018 |
| YGX         | Isak (이삭)             | 2 de marzo de 1997       | |
| YGX         | Jihyo (지효)            | 22 de octubre de 1996    | |
| LACHICA     | Gabee (가비)            | 3 de noviembre de 1993   | Coreógrafa (con Rian y Simeez) para BoA, Yubin, Chungha, CLC, Twice, Natty. Conocida anteriormente como "Single Lady" durante sus días de bailarina underground                                                                                                  |
| LACHICA     | Rian (리안)             | 11 de septiembre de 1993 | Coreógrafa para Chungha, Hyoyeon, Weki Meki |
| LACHICA     | Simeez (시미즈)         | 4 de abril de 1996       | Coreógrafa para Kard, April, Rocket Girls 101 |
| LACHICA     | H_1 (에이치원)          | 29 de octubre de 1994    | Coreógrafa y bailarina de apoyo para Hwasa |
| LACHICA     | Peanut (피넛)           | 7 de mayo de 1990        | Waacker profesional |
| WANT        | Hyojin Choi (효진초이)  | 20 de enero de 1992      | Coreógrafa de 1Million Dance Studio |
| WANT        | Rozalin (로잘린)        | 15 de septiembre de 1997 | Coreógrafa para aespa, Weeekly |
| WANT        | Moana (모아나)          | 25 de junio de 1995      | Coreógrafa para «Gunshot» de Kard (con Emma) |
| WANT        | Emma (엠마)             | 26 de abril de 2000      | Coreógrafa para «Gunshot» de Kard (con Moana) |
| WANT        | Lee Chaeyeon (이채연)   | 11 de enero de 2000      | Exmiembro de Iz*One y artista de WM Entertainment. Hermana mayor de Chaeryeong de Itzy |
| WAYB        | Noze (노제)             | 12 de febrero de 1996    | Bailarina para «Mmmh» de Kai y «Advice» de Taemin |
| WAYB        | Gyuri An (규리안)       | 6 de enero de 2002       | |
| WAYB        | Dolla (돌라)            | 15 de enero de 1996      | |
| WAYB        | Lee Su (리수)           | 1 de julio de 2000       | Bailarina para «Mmmh» de Kai (con Noze) y The Boyz |
| WAYB        | Ansso (안쏘)            | 1 de agosto de 1997      | |
| CocaNButter | Rihey (리헤이)          | 17 de abril de 1990      | Exmiembro del equipo de baile PURPLOW, cuyos miembros incluyen a la líder de HolyBang, Honey J, y las miembros de CocaNButter, Gaga, Bicki, Zsun y Jillin. Coreógrafa en Bangall Dance Academy                                                                   |
| CocaNButter | Gaga (가가)             | 4 de julio de 1993       | Exmiembro del equipo de baile PURPLOW. Coreógrafa en Bangall Dance Academy |
| CocaNButter | Bicki (비키)            | 20 de marzo de 1994      | Exmiembro del equipo de baile PURPLOW |
| CocaNButter | ZSun (제트썬)           | 29 de marzo de 1990      | Exmiembro del equipo de baile PURPLOW. Coreógrafa para Kard. Ex cantante de dancehall bajo el sello Luminant Entertainment |
| CocaNButter | Jillin (질린)           | 16 de agosto de 1994     | Exmiembro del equipo de baile PURPLOW |
| PROWDMON    | Monika (모니카)         | 22 de junio de 1986      | Conocida como la "Maestra de todos los bailarines", ya que fue la profesora de baile de la mayoría de los concursantes durante sus años universitarios. Coreógrafa de Amoeba Culture. Miembro de WooFam. Miembro del dúo de baile MOLIP junto a Lip J (PROWDMON) |
| PROWDMON    | DIA (다이아)            | 28 de octubre de 1996    | Coreógrafa de OFD Studio |
| PROWDMON    | Rosy (로지)             | 13 de agosto de 1999     | Coreógrafa de OFD Studio. Ex trainee de YG Entertainment |
| PROWDMON    | Lip J (립제이)          | 30 de julio de 1988      | Bailarina waacking de renombre mundial. Coreógrafa de Amoeba Culture, Yubin y Lee Hi. Miembro del dúo de baile MOLIP con Monika (PROWDMON), ElizaBitch y Team WOW (World Of Waackers)                                                                            |
| PROWDMON    | Kayday (케이데이)       | 1 de noviembre de 1999   | Coreógrafa de OFD Studio |
| PROWDMON    | Ham.G (함지)            | 5 de diciembre de 1995   | Coreógrafa de OFD Studio |
| PROWDMON    | Hyeily (헤일리)         | 5 de mayo de 1999        | Coreógrafa de OFD Studio |
| HolyBang    | Honey J (허니제이)      | 26 de agosto de 1987     | Exlíder del grupo de baile PURFLOW junto a las miembros de CoCaNButter, Rihey, Gaga, Jillin, ZSun y Bicki. Coreógrafa y bailarín de gira para Jay Park y AOMG |
| HolyBang    | Lo-A (로아)             | 3 de agosto de 1996      | |
| HolyBang    | Mull (뮬)               | 28 de febrero de 1996    | |
| HolyBang    | Belle (벨)              | 8 de noviembre de 1996   | Se perdió parte del ep. 5 por una lesión en el ligamento cruzado anterior y se sometió a una cirugía |
| HolyBang    | Eevee (이븨)            | 10 de marzo de 1993      | Bailarina de gira para Jay Park y AOMG |
| HolyBang    | Jane (제인)             | 5 de enero de 1995       | Bailarina de gira para Jay Park y AOMG |
| HolyBang    | Taro (타로)             | 1 de abril de 1994       | |
| HolyBang    | Hertz (헤르츠)          | 20 de noviembre de 1992  | |
| HOOK        | Aiki (아이키)           | 7 de septiembre de 1989  | Concursante de World of Dance (4.º lugar). Coreógrafa de «Don't Touch Me» (Refund Sisters), Bibi, Queen Wassabii y «Lunatic» (Moonbyul). Mentora de My Teenage Girl de MBC                                                                                       |
| HOOK        | Rageon (뤠이젼)         | 22 de mayo de 1999       | Estudiante de Aiki's Real Beat Studio |
| HOOK        | Seon Yoonkyung (선윤경) | 22 de octubre de 2003    | Estudiante de Aiki's Real Beat Studio |
| HOOK        | Sung Jiyeon (성지연)    | 27 de enero de 2003      | Estudiante de Aiki's Real Beat Studio |
| HOOK        | Born (예본)             | 24 de febrero de 2000    | Estudiante de Aiki's Real Beat Studio |
| HOOK        | Odd (오드)              | 3 de noviembre de 1999   | Estudiante de Aiki's Real Beat Studio |
| HOOK        | Hyowoo (효우)           | 11 de octubre de 2000    | Estudiante de Aiki's Real Beat Studio |

## Temporadas
| Temporada | Temporada | Episodios | Episodios | Emisión original     | Emisión original      |
| Temporada | Temporada | Episodios | Episodios | Primera emisión      | Última emisión        |
| --------- | --------- | --------- | --------- | -------------------- | --------------------- |
|           | 1         | 10        | 10        | 18 de agosto de 2021 | 26 de octubre de 2021 |

## Misiones
- Misión 1: Battle of the Underdog: Cada bailarina señaló de antemano a una bailarina de un equipo contrario a la que puedan vencer en una batalla de baile uno contra uno. La bailarina elegida recibe una pegatina de "No Respect" cada vez que es elegida.

- Misión 2: Rank Mission: Cada líder de equipo elige a cinco miembros, incluidas ellas mismas, para dividirlas en cuatro rangos.[n 1] Cada rango trabajará en conjunto para crear un vídeo de baile. Cada fila solo tendrá una bailarina principal que será elegida por los jueces. El resto serán bailarinas de respaldo en el vídeo. Cada bailarina de una fila creará una breve coreografía que será votada por las miembros de su fila. La coreografía escogida será la que se utilizará para determinar la bailarina principal. La peor bailarina elegida por la bailarina principal puede elegir a otra bailarina, a excepción de la bailarina principal de su rango que crea que es la peor bailarina. La bailarina elegida tendrá una batalla de baile con la peor bailarina nominada. Al final de la batalla, todas las bailarina de los equipos, excepto las de las combatientes, votarán por la peor bailarina usando una ficha de "Peor". La bailarina con más fichas de "Peor" será la peor bailarina.

- Misión 3: 4 Queens of K-Pop Mission: Dos equipos compiten entre sí usando la misma canción de 4 Queens of K-Pop, artistas solistas femeninas líderes: BoA, CL, Jessi y Hyuna. Cada equipo también debe completar el desafío de copia de coreografía. El equipo con la puntuación más alta en cada batalla gana y evita la eliminación, mientras que el equipo perdedor es nominado para la eliminación. Las puntuaciones finales se calculan como: Puntuación de los jueces de combate + Puntuación de la votación popular global + Puntuación de la bailarina principal + Puntuación de la peor bailarina de la misión anterior.[6]

- Misión 4: Mega Crew Mission: Los equipos competirán en una misión Mega Crew (Mega Equipo) en la que cada equipo creará su propia coreografía y la realizará con un mínimo de 25 artistas, incluidas ellas mismas. Los equipos deben reclutar personalmente a los artistas de su Mega Crew. Las puntuaciones finales se calculan como: Puntuación de los jueces de combate + Puntuación de la votación popular global.[n 2][7]

- Misión 5: Jessi Choreography Mission: Cada equipo creará una nueva coreografía para el nuevo sencillo de Jessi, «Cold Blooded». El equipo cuya coreografía sea elegida por Jessi y el equipo cuyo vídeo de coreografía reciba la mayor cantidad de "me gusta", recibirá 100 puntos adicionales.[n 3]

- Misión 6: Men of Women Mission: A cada equipo se unirán bailarines masculinos y deberán crear y realizar una coreografía original. Las puntuaciones finales se calculan como: Puntuación de los jueces de combate + lPuntuación de la votación popular global + Puntuación de la misión de coreografía de Jessi de la misión anterior.[n 4]

- Misión 7: Performance Song Mission: Cada equipo se unirá a un artista y creará una interpretación de su canción.

- Misión 8: Color of Crew Mission: Cada equipo creará una actuación que muestre el color de cada equipo.

## Resultados finales
| Pos. | Equipo      | Notas                      |
| ---- | ----------- | -------------------------- |
| 1    | HOLYBANG    | Campeón                    |
| 2    | HOOK        | 2.º lugar                  |
| 3    | LACHICA     | 3.º lugar                  |
| 4    | COCANBUTTER | 4.º lugar                  |
| 5    | YGX         | Eliminado en el episodio 8 |
| 6    | PROWDMON    | Eliminado en el episodio 8 |
| 7    | WANT        | Eliminado en el episodio 6 |
| 8    | WAYB        | Eliminado en el episodio 4 |

## Spin-off

### Street Dance Girls Fighter(2021)
El 2 de noviembre de 2021, Mnet lanzó el primer adelanto y confirmó la realización de un spin-off titulado Street Dance Girls Fighter, donde jóvenes de secundaria competirían para crear un nuevo equipo de baile. Su lanzamiento fue programado para el 30 de noviembre de 2021 a las 22:20 hrs. (KST).

### Street Man Fighter(2022) yBe Mbitiou(2022)
En la final de Street Dance Girls Fighter el 4 de enero de 2022, Mnet lanzó el primer adelanto y confirmó  la realización de Street Man Fighter, donde equipos de baile masculinos luchará por la posición del mejor equipo de baile masculino de Corea para representar a K-Dance, que se lanzará en agosto de 2022.
El 22 de marzo de 2022, Mnet anunció la realización de Be Mbitious, que consistirá en bailarines individuales que se unirán como un solo equipo con el propósito de clasificar a la competencia de baile de Street Man Fighter, que se lanzará en mayo de 2022.